# Schöne neue Welt (Culcha-Candela-Album)
Schöne neue Welt ist das vierte Studioalbum der deutschen Band Culcha Candela. Es erschien am 28. August 2009 bei Homeground Records unter exklusiver Lizenz an Universal Domestic/Urban.

## Geschichte
Am 28. August 2009 erschien ihr viertes Studioalbum Schöne neue Welt, für das sie 2011 in Deutschland mit Platin und in der Schweiz mit Gold prämiert wurden. Das Album hielt sich über ein Jahr lang in den deutschen Charts. Vom Stil her orientierte es sich an seinem Vorgänger, es befinden Partysongs, ernste Lieder, aber auch zwei Balladen darauf.
Als erste Singleauskopplung wurde der gleichnamige Song Schöne neue Welt veröffentlicht, in dem es um die gesellschaftliche und politische und auch um die Entwicklung der Umwelt geht. Die zweite Single Monsta erschien am 9. September, sie erreichte in Deutschland dreifach-Platin und in der Schweiz sogar Platin. Dritte Single wurde Eiskalt, die am 19. März 2010 erschien. Im Sommer 2010 wurde die vierte und letzte Single Somma im Kiez veröffentlicht.
Schon im September 2009 startete Culcha Candela die Tour zum Album.

## Titelliste
| #  | Titel            | Musik                                                            | Text            | Sprache                     | Länge |
| -- | ---------------- | ---------------------------------------------------------------- | --------------- | --------------------------- | ----- |
| 1  | Schöne neue Welt | Krutsch, David Vogt, Philip Böllhof, Sipho Silio, Hannes Büscher | S. Müller-Lerch | Deutsch                     | 3:40  |
| 2  | Somma im Kiez    | Krutsch                                                          | S. Müller-Lerch | Deutsch                     | 3:25  |
| 3  | Monsta           | Krutsch                                                          | S. Müller-Lerch | Deutsch                     | 3:16  |
| 4  | Siento           | Krutsch                                                          | Culcha Candela  | Spanisch, Englisch          | 4:07  |
| 5  | Gimme some       | Krutsch                                                          | S. Müller-Lerch | Englisch, Deutsch, Spanisch | 3:46  |
| 6  | Manchmal         | Kraans de Lutin, Ganjaman                                        | S. Müller-Lerch | Deutsch                     | 3:58  |
| 7  | No Hay Mal       | Kraans de Lutin, Djorkaeff, Beatzarre                            | Culcha Candela  | Spanisch, Deutsch           | 3:34  |
| 8  | The Greatest     | Krutsch                                                          | S. Müller-Lerch | Deutsch, Englisch           | 3:51  |
| 9  | I Like it        | Culcha Candela                                                   | S. Müller-Lerch | Deutsch, Englisch, Spanisch | 3:43  |
| 10 | Eiskalt          | Krutsch                                                          | S. Müller-Lerch | Deutsch                     | 3:21  |
| 11 | Relax            | Kraans de Lutin, Nace, Shalla                                    | S. Müller-Lerch | Englisch, Deutsch, Spanisch | 4:24  |
| 12 | Nobody           | Kraans de Lutin, Culcha Candela, Milan Martinelli                | Culcha Candela  | Englisch, Deutsch           | 3:59  |
| 13 | Steh auf         | Krutsch, Culcha Candela, Kraans de Lutin                         | S. Müller-Lerch | Deutsch, Spanisch           | 4:06  |

Die Downloadversion bei iTunes enthält noch einen vierzehnten Track Tu y Yo. Bei amazon erhält man noch Viva la Vida, einen Schöne Neue Welt-Remix und einen Remix des Songs Monsta.

## Chartplatzierungen

### Album
| Jahr | Titel            | Höchstplatzierung, Gesamtwochen, AuszeichnungChartplatzierungen (Jahr, Titel, Platzierungen, Wochen, Auszeichnungen, Anmerkungen) | Höchstplatzierung, Gesamtwochen, AuszeichnungChartplatzierungen (Jahr, Titel, Platzierungen, Wochen, Auszeichnungen, Anmerkungen) | Höchstplatzierung, Gesamtwochen, AuszeichnungChartplatzierungen (Jahr, Titel, Platzierungen, Wochen, Auszeichnungen, Anmerkungen) | Anmerkungen                                               |
| Jahr | Titel            | DE | AT | CH | Anmerkungen                                               |
| ---- | ---------------- | --- | --- | --- | --------------------------------------------------------- |
| 2009 | Schöne neue Welt | DE8 (60 Wo.)DE | AT26 (42 Wo.)AT | CH12 (46 Wo.)CH | Erstveröffentlichung: 28. August 2009 Verkäufe: + 315.000 |

### Singles
| Jahr | Titel Album                    | Höchstplatzierung, Gesamtwochen, AuszeichnungChartplatzierungen (Jahr, Titel, Album, Platzierungen, Wochen, Auszeichnungen, Anmerkungen) | Höchstplatzierung, Gesamtwochen, AuszeichnungChartplatzierungen (Jahr, Titel, Album, Platzierungen, Wochen, Auszeichnungen, Anmerkungen) | Höchstplatzierung, Gesamtwochen, AuszeichnungChartplatzierungen (Jahr, Titel, Album, Platzierungen, Wochen, Auszeichnungen, Anmerkungen) | Anmerkungen                                                 |
| Jahr | Titel Album                    | DE | AT | CH | Anmerkungen                                                 |
| ---- | ------------------------------ | --- | --- | --- | ----------------------------------------------------------- |
| 2009 | Schöne neue Welt               | DE12 (36 Wo.)DE | AT12 (31 Wo.)AT | CH27 (34 Wo.)CH | Erstveröffentlichung: 14. August 2009 Verkäufe: + 15.000    |
| 2009 | Monsta Schöne neue Welt        | DE3 (59 Wo.)DE | AT3 (43 Wo.)AT | CH8 (44 Wo.)CH | Erstveröffentlichung: 9. September 2009 Verkäufe: + 930.000 |
| 2010 | Eiskalt Schöne neue Welt       | DE20 (17 Wo.)DE | AT27 (12 Wo.)AT | — | Erstveröffentlichung: 19. März 2010                         |
| 2010 | Somma im Kiez Schöne neue Welt | DE22 (14 Wo.)DE | AT36 (13 Wo.)AT | — | Erstveröffentlichung: 28. Mai 2010                          |

## Kritik
Die Seite laut.de kritisierte das Album als zu uneinfallsreich, langweilig und billig und vergab : "Wie schaffen die Herren das nur, dass bei derart breit gefächerter Vielfalt einfach alles irgendwo abgekupfert klingt?".
Allmusic bezeichnete es als gelungenes genreübergreifendes Werk.
Die Seite cd-bewertungen.de bezeichnete es als "ein Muss für Fans" und als ein Album "für jede Stimmung" und vergab  Sterne.
CDstarts.de (): "Culcha Candela vermengt Einflüsse aus den Bereichen Reggae, HipHop/Rap, Pop und Dancehall zu einem mitreißenden kulturellen Schmelztiegel."